# ابازیا دی ساسوویو
ابازیا دی ساسوویو (به لاتین: Abbazia di Sassovivo) یک سکونتگاه مسکونی در ایتالیا است که در فولینو واقع شده‌است.